# رسوم البريد المستحقة
طابع البريد مستحق الدفع أو رسوم البريد المستحقة، هو المصطلح المستعمل للبريد المرسل مع عدم كفاية الطوابع البريدية. إن طابع البريد المستحق هو طابع بريدي يُضاف إلى قطعة بريدية غير مدفوعة الأجر للإشارة إلى الرسوم البريدية الإضافية المستحقة.

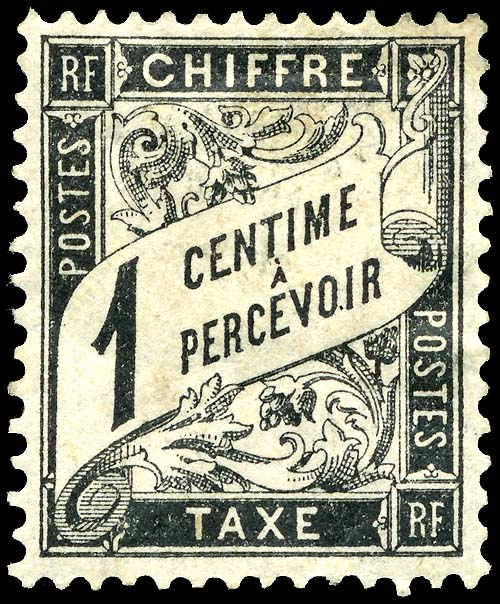
طابع بريد فرنسي بقيمة 1 سنت فرنسي من عام 1882

في حين أن مشكلة ما يجب فعله حيال الرسائل التي لا تدفع الرسوم الصحيحة كاملةً كانت موجودة منذ إنشاء الأنظمة البريدية العادية، إلا أنها تفاقمت بشكل كبير مع ظهور طوابع البريد، حيث كان العملاء الآن يتخذون قراراتهم بأنفسهم بشأن المبلغ الصحيح الذي يجب دفعه، دون مساعدة موظف بريد يُفترض أنه على دراية كافية.

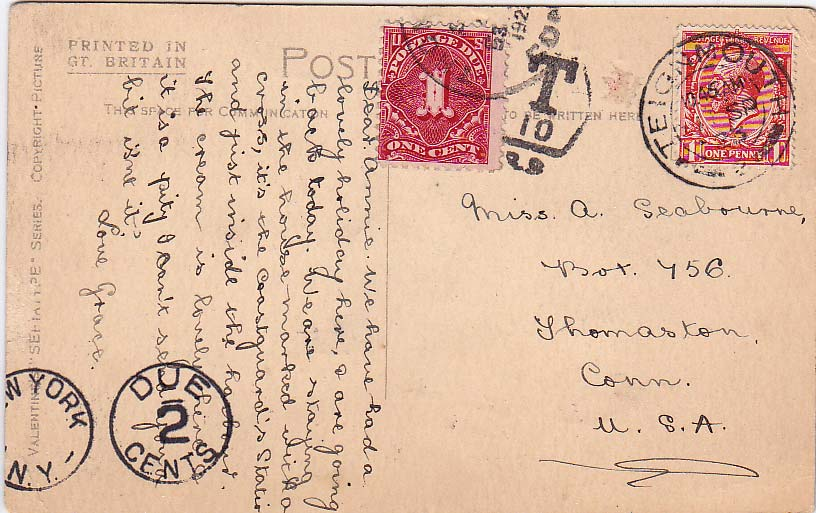
رسوم البريد الأمريكي المستحقة مكتوبة مع حرف T على غلاف المملكة المتحدة

وفي حين اعتمدت بعض الدول في أوقات مختلفة طريقة إعادة الرسالة إلى المرسل ببساطة، اتبعت دول أخرى كثيرة نهج تسليم الرسالة وجباية الرسوم من المستلم. في البداية كان يتعامل مع هذه الحالة عن طريق موظف بريد يكتب على الغلاف عبارة مثل "مستحق دفع 3 سنتات"، ولكن هذا كان عرضة لإساءة الاستعمال من قبل حاملي البريد، الذين قد يكتبون هذه الرسالة بأنفسهم ويأخذون الفرق المادي بلا قيد أو وصل استلام.
لقد كانت مشكلة البريد الأجنبي ناقص الدفع إحدى المشكلات التي عالجها إنشاء الاتحاد البريدي العالمي عام 1874. وقد توصل الاتحاد البريدي العالمي إلى قرار بأن البريد الذي لا يحمل طابعاً بريدياً كافياً يجب أن يُشار إليه بحرف T، واعتباراً من 1 أبريل 1879 سيُشار أيضاً إلى المبلغ الناقص باللون الأسود. وفي وقت لاحق بدأت المزيد من الدول في استخدام الطوابع اليدوية للإشارة إلى المبلغ المستحق. في وقت لاحق، بدأ استعمال مزيج من الأختام اليدوية مع كل من حرف "T" وكتابة المبلغ المفقود أو المطلوب دفعه. اعتبارًا من 1 أكتوبر 1907 تغيرت القواعد. وأُشير إلى المبلغ المطلوب دفعه بدلاً من المبلغ المفقود. وعادةً ما كان المبلغ المخصوم ضعف المبلغ المفقود.

## الطوابع الأولى
وقد حلت فرنسا هذه المشكلة في عام 1859، بإصدار طوابع بريد رسمية مستحقة الدفع، تلصق في مكتب التسليم قبل إخراجها إلى المستلمين. وحذت العديد من الدول الأخرى حذوها. (في بعض الأحيان، استُعملت طوابع البريد العادية للوفاء بوظيفة الطوابع البريدية المستحقة).
لا تلصق طوابع البريد المستحقة دوماً (أو "الملصقات"، لتوضيح أنها ليس لها قيمة خاصة بها) على الرسائل الفردية؛ ففي حالة البريد التجاري، قد يجمع إجمالي المبلغ المستحق، وإضافة الطوابع المناسبة إلى أعلى الرسالة في الحزمة، أو إلى غلاف مظروف الحزمة البريدية. استُخدمت الملصقات أيضًا لجمع الأموال لأغراض أخرى، مثل اشتراكات المجلات.
نظرًا لأن طوابع البريد المستحقة تُستعمل داخل بلد واحد فقط، فإنها عادةً ما تكون بسيطة جدًا في التصميم، وتتكون في الغالب من رقم كبير ونقش مكتوب عليه "طابع بريدي مستحق" أو "بورتو" أو ما إلى ذلك؛ وغالبًا لا يوجد اسم البلد. وكما هو الحال مع الطوابع النهائية، هناك حاجة إلى مجموعة متنوعة من القيم لتكوين مبالغ محددة.

## انخفاض في الاستعمال
توقف عدد من الدول عن إصدار طوابع البريد المستحقة الدفع. فقد أوقفت بريطانيا إصدار هذهِ الطوابع التي أصدرتها لأول مرة في عام 1914 (واستمرت في نفس التصميم حتى عام 1970)، استخدامها في عام 2000. وأنهت الولايات المتحدة الأمريكية استعمالها في عام 1986، على الرغم من استعمالها بعد ذلك التاريخ.

## التجميع لهواة جمع الطوابع

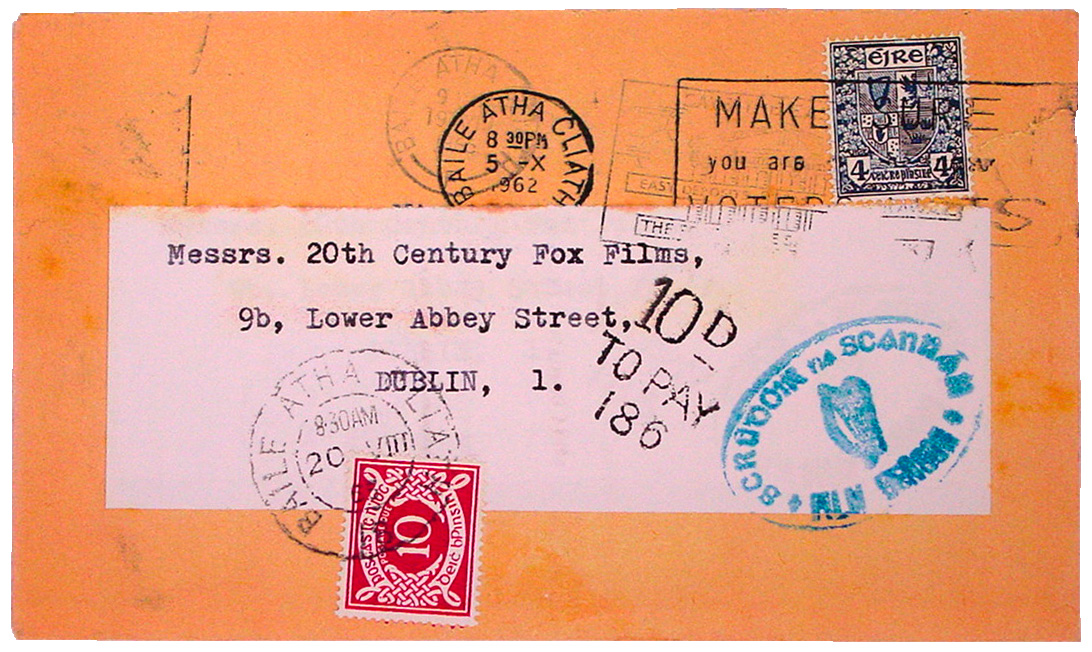
IFCO 1962cover مظروف بريد أيرلندي عليه علامة إرشادية "10d To PAY" (رمز 186 لدبلن) مع ملصق بريدي بقيمة 10 بوندات ملصق عليه ومربوط بختم بريدي

في حين أنه من الناحية الفنية، لا يوجد سبب لوصول المستحقات البريدية إلى أيدي الأفراد دون استخدامها، إلا أن إدارات البريد قامت ببيعها لهواة جمع الطوابع، وتوجد مستحقات بريدية للعديد من البلدان بأعداد كبيرة، وغالباً ما تكون غير مستخدمة وذات قيمة منخفضة. وعلى العكس من ذلك، فإن الأمثلة الباقية من الطوابع البريدية المستحقة الصالحة المستخدمة بريديًا والمربوطة معًا بإلغاء مؤرخ أو علامات بريدية أخرى مع طابع بريدي على الغلاف أقل شيوعًا ويبحث عنها هواة جمع الطوابع.